# Maison du Marquis de Benicarló
La maison du Marquis de Benicarló  est située dans la rue San Joaquín de la cité de Benicarló (Province de Castellon, Espagne). Elle a été construite à la fin du XVIIIe siècle.

## Description
La cité de Benicarló est située dans une plaine près de la mer. À l'origine on trouvait un hameau arabe dépendant du Château de Peñíscola. Après la reconquête, en 1236, Jacques Ier d'Aragon a accordé une Carta Puebla. À la suite de celle-ci, la cité a été dessinée suivant un tracé rectangulaire divisé en quatre par deux rues perpendiculaires, à la manière des fondations romaines ou des autres cités nouvellement créées après la reconquête. Les transformations subies aux XVIIe et XVIIIe siècles, ont fait disparaître une bonne partie des édifices du centre urbain. La seule rue qui a conservé jusqu'à il y a peu, des demeures gardant leur caractère d'origine, est la rue de San Joaquín, de tracé irrégulier et située entre les places General Aranda et San Bartolomé. Elle aussi cependant a subi des transformations. 
Dans la rue de San Joaquín se remarque la maison dite « du Marquis », construite sur la parcelle de terrain la plus grande à l'exception celle où se trouve l'église. Elle a été construite dans le dernier quart du XVIIIe siècle par le noble valencien D. Joaquín Miquel y Lluís sur les ruines de l'ancienne maison de la Encomienda, siège du Commandeur de l'Ordre de Montesa. 

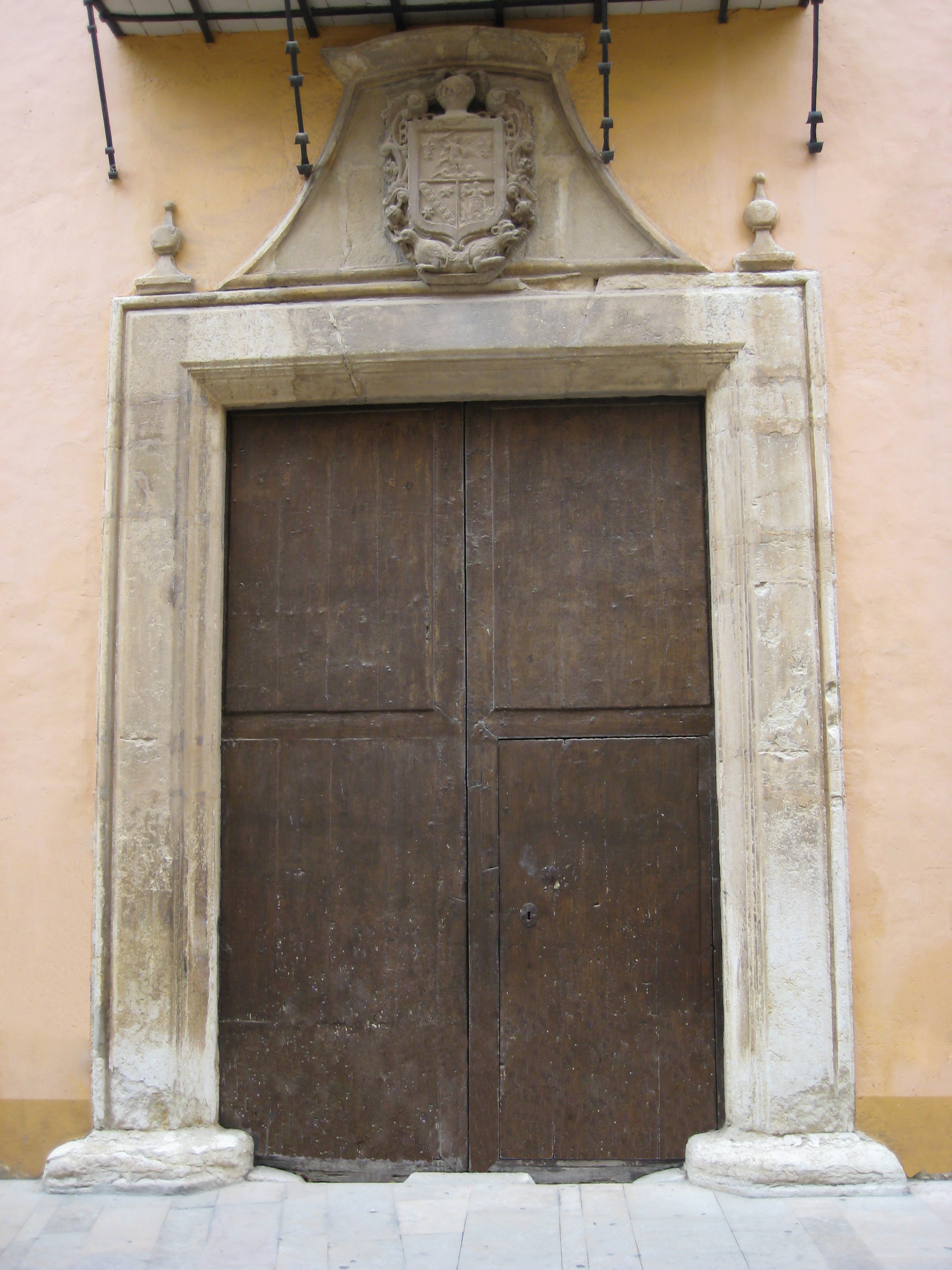
Porte.

La façade principale, symétrique, permet d'apprécier la hiérarchie intérieure de l'édifice: rez-de-chaussée, entresol, étage noble et second étage. La porte, avec un linteau et des jambages en pierres de taille, ornée d'une simple moulure, est surmontée par les armes des Miquel, Lluís et Polo. Aux extrémités, deux ouvertures, une fenêtre à gauche et une porte, qui donne sur une petite chapelle, à droite; et au-dessus, deux petits balcons. L'étage noble possède trois balcons, et au-dessus, trois œils-de-bœuf, pour le second étage. La façade latérale suit le même schéma, avec des fenêtres, de petits balcons, des balcons et œils-de-bœuf, qui correspondent aux quatre étages de l'édifice, et plus on avance vers la rue Sant Jaume, plus ce schéma se simplifie.
Au rez-de-chaussée, une large entrée à double battant donne accès aux dépendances latérales, celles de l'entresol au moyen d'une galerie avec balustrade, et permet l'entrée de carrosses jusqu'à la partie arrière, en passant entre deux escaliers symétriques, et d'autres pièces, dont, la cuisine de chaque jour.
À l'étage noble, on trouve les trois pièces qui donnent sur la façade principale, la pièce centrale, une vaste salle, et les latérales, des chambres, avec un sol couvert d'azulejos du XVIIIe siècle, ornés de motifs végétaux. Et la cuisine, avec toutes les parois couvertes également de céramique valencienne du XVIIIe siècle de la fabrique du Comte de Aranda de Alcora, avec des motifs végétaux et des images, produits et outils propres à la cuisine de ce temps, avec une conception en miroir de l'espace, dans laquelle la cuisine réelle se reflète dans la cuisine figurée.
Au fond de l'escalier, on accède à un jardin situé à l'arrière de la maison.

## Histoire récente
Lors du déclenchement de la Guerre Civile Espagnole, le Marquis de Benicarló a été assassiné et sa maison a été occupée par le chef républicain de la cité, jusqu'à l'arrivée des troupes nationalistes dans Benicarló. À ce moment, la maison a été rendue aux héritiers du propriétaire légitime.
La ville souhaitait récemment acquérir cet édifice, un des plus représentatifs de la commune, mais la crise actuelle en Espagne a suspendu la transaction.

## Protection
L'édifice a été déclaré Bien de Interés Cultural le 5 octobre 2007.

## Sources
- (es) Cet article est partiellement ou en totalité issu de l’article de Wikipédia en espagnol intitulé « Casa del Marqués de Benicarló » (voir la liste des auteurs).